# Эммонак (Аляска)
Эммонак (англ. Emmonak, юпик. Imangaq) — город в зоне переписи населения Кусилвак, штат Аляска, США. Население по данным на 2007 год составляет 831 человек.

## География
Эммонак расположен на одном из рукавов в дельте реки Юкон. Площадь города составляет 22,4 км², из них 19,4 км² — суша и 3,0 км² — открытые водные пространства.

## История
Город был инкорпорирован 13 февраля 1964 года.

## Население
По данным переписи 2000 года, население города составляло 767 человек. Расовый состав: коренные американцы — 91,26 %; белые — 5,61 %; афроамериканцы — 0,26 %; азиаты — 0,13 % и представители двух и более рас — 2,74 %.
Из 189 домашних хозяйств в 55,6 % — воспитывали детей в возрасте до 18 лет, 47,1 % представляли собой совместно проживающие супружеские пары, в 18,0 % семей женщины проживали без мужей, 20,6 % не имели семьи. 16,9 % от общего числа домохозяйств на момент переписи жили самостоятельно, при этом 3,2 % составили одинокие пожилые люди в возрасте 65 лет и старше. В среднем домашнее хозяйство ведут 4,06 человек, а средний размер семьи — 4,58 человек.
Доля лиц в возрасте младше 18 лет — 44,1 %; лиц в возрасте от 18 до 24 лет — 8,3 %; от 25 до 44 лет — 27,2 %; от 45 до 64 лет — 15,4 % и лиц старше 65 лет — 5,0 %. Средний возраст населения — 23 года. На каждые 100 женщин приходится 116,7 мужчин; на каждые 100 женщин в возрасте старше 18 лет — 113,4 мужчин.
Средний доход на совместное хозяйство — $32 917; средний доход на семью — $38 750. Средний доход на душу населения — $9069. Около 16,4 % семей и 16,2 % населения живут за чертой бедности, включая 15,9 % лиц в возрасте младше 18 лет и 9,1 % лиц старше 65 лет.